# Топоровиці
Топоровиці (пол. Toporowice) — село в Польщі, у гміні Меженциці Бендзинського повіту Сілезького воєводства.
Населення — 918 осіб (2011).
У 1975-1998 роках село належало до Катовицького воєводства.

## Демографія
Демографічна структура станом на 31 березня 2011 року:
|          | Загалом | Допрацездатний вік | Працездатний вік | Постпрацездатний вік |
| -------- | ------- | ------------------ | ---------------- | -------------------- |
| Чоловіки | 444     | 77                 | 319              | 48                   |
| Жінки    | 474     | 79                 | 290              | 105                  |
| Разом    | 918     | 156                | 609              | 153                  |